# E-Recruiting
E-Recruiting oder E-Rekrutierung bezeichnet die Unterstützung der Personalbeschaffung durch den Einsatz elektronischer Medien und Personalsysteme.
Dabei werden idealerweise sämtliche am Bewerbungsprozess Beteiligten unterstützt, also die Personalabteilung, die Fachabteilung im Unternehmen sowie auch der Bewerber selbst und ggf. auch zusätzliche potentiell Beteiligte wie z. B. Personaldienstleister und Jobbörsen.
E-Recruiting verbessert den Personalbeschaffungsprozess: Korrelationsanalysen zeigen, dass Bewerbungen, die über ein elektronisches Formular eingegeben wurden, Daten- und Bewerberqualität erhöhen sowie Durchlaufzeiten und Kosten je Bewerbung reduzieren können. Der Einsatz von Bewerbermanagementsystemen geht mit sinkenden Kosten je bearbeiteter Bewerbung einher.

## Recruiting-Kanäle
Die Personalbeschaffung wird heute von den E-Recruiting-Kanälen dominiert: 87 % der offenen Stellen werden auf der eigenen Unternehmens-Webseite und 61,2 % in Internet-Stellenbörsen ausgeschrieben im Vergleich zu 20,2 % in Printmedien. Die meisten Bewerbungen erhalten die Unternehmen über Online-Jobbörsen. Die eigene Karriereseite folgt auf dem zweiten Platz. Eigene Mitarbeiter und deren Empfehlungen kommen auf die Plätze 3 und 4. Die gleiche Reihenfolge ergibt sich auch bei den Einstellungen. Die Zahlen zeigen, dass das E-Recruiting heute das wichtigste und wirkungsvollste Instrument für die Rekrutierung von neuen Mitarbeitern darstellt.
Man unterscheidet im E-Recruiting folgende Kanäle:

### Online-Jobbörsen
Auf einer Online-Jobbörse können Unternehmen Stellenausschreibungen veröffentlichen. Eine Online-Jobbörse ist demnach ein Stellenmarkt, in welchem der Betreiber Stellenangebote von Arbeitgebern mittels Informationsabfrage und -selektion zur Vermittlung bereitstellt.
Diese Online-Plattformen bilden heute eine große Bandbreite an verfügbaren Stellenanzeigen ab. Kosten entstehen bei Jobbörsen in der Regel nur für Arbeitgeber für die Schaltung der Anzeigen. Für Jobsuchende sind Online-Jobbörsen meistens kostenlos nutzbar. Einige Jobbörsen spezialisieren sich zudem auf bestimmte Branchen, Berufsgruppen oder geografische Bereiche.

### Social Media
Einige große und auch viele kleinere Unternehmen nutzen regelmäßig Social-Media-Anwendungen im Rahmen ihrer Personalbeschaffung. 12,7 % der Unternehmen schalten regelmäßig Stellenanzeigen in XING. Twitter (7,5 %) Facebook (6,8 %) und LinkedIn (6 %) werden in diesem Zusammenhang etwas seltener genutzt. Des Weiteren greifen 12,9 % der deutschen Großunternehmen zum Zweck der Image-Werbung regelmäßig auf Facebook zurück. 9,2 % nutzen hierfür Twitter und 8,3 % YouTube regelmäßig. In Xing suchen 18 % aller antwortenden Firmen regelmäßig aktiv nach geeigneten Kandidaten, in LinkedIn 6 %. Weiterhin nutzen 21,1 % der Teilnehmer an der Studie Xing regelmäßig um nach Informationen über bereits identifizierte Kandidaten zu suchen.
9,1 % greifen hierfür regelmäßig auf Facebook und 8,3 % auf StudiVZ/MeinVZ zurück. Xing ist derjenige Social-Media-Kanal, der von den Großunternehmen aus Deutschland am häufigsten genutzt wird. Lediglich bei der Arbeitgeberimage-Werbung steht mit Facebook ein anderer Kanal im Vordergrund.

### Mobile Recruiting
Mobile Recruiting nutzt Ansätze des Mobile Marketing und entwickelt diese als Instrumente des Recruitings und Personalmarketings weiter. Es ist eine elektronisch unterstützte Form der Personalbeschaffung, bei der die Kommunikation mit den potentiellen Bewerbern unter Verwendung von mobilen Endgeräten (z. B. Handy, Smartphone, Portable Media-Player, Tablet) erfolgt. Beim Mobile Recruiting kontaktieren Unternehmen und Personalvermittlungen potentielle Jobkandidaten mit Hilfe von Mobilgeräten.
Anwendungsbeispiele sind mobile Karrierewebseiten, mobile Job-/Karriere-Apps von Unternehmen oder auch mobile Applikationen von Jobbörsen. Weitere Anwendungsbeispiele stellen die Kommunikation von Jobinformation in sozialen Netzwerken dar, welche über das Handy abgerufen werden können sowie auch die Verwendung von Mobile Tagging auf Stellenanzeigen und Plakaten oder der Versand von Karriere- oder Job-Newslettern per SMS. Um von den Unternehmen erreicht werden zu können, müssen sich die Bewerber hier vorher mit ihrer Handynummer bei den Jobanbietern/Unternehmen registrieren und können sodann beispielsweise Echtzeitinformationen zu aktuellen Stellenausschreibungen herhalten. Im Zuge der Verbreitung von Smartphones und der mobilen Internetnutzung steigt jedoch zunehmend die Relevanz oben genannter internetbasierter Lösungen. So besitzen nach einer Umfrage der BITKOM 2012 bereits 24 % der Unternehmen eine mobiloptimierte Karrierewebseite und 17 % eine eigene Karriere-App. Weiter auf dem Vormarsch sind zudem innovative Zusatzangebote, die im Speziellen die Funktionalitäten mobiler Endgeräte berücksichtigen wie Location Based Services oder Augmented Reality-Anwendungen.
Über Mobile Recruiting werden insbesondere jüngere Bewerberzielgruppen adressiert, da diese ein entsprechendes Nutzungsverhalten aufweisen und in den mobilen Medien hoch aktiv sind, so dass diese über den mobilen Kanal gut zu erreichen sind. Darüber hinaus stellen jedoch gerade auch Young Professionals, die mit Smartphone und Tablets ausgestattet und ebenfalls immer und überall online sind, eine Zielgruppe für die mobile Kommunikation dar.
Ziele des Mobile Recruiting sind hierbei aktuell in erster Linie eine Kontaktaufnahme zu und Information von potenziellen Kandidaten. Die Bewerbung selbst wird im Anschluss an die Informationsphase in der Regel dann am stationären PC erfolgen. Erste mobile Lösungen existieren jedoch, bei welchen ein auf einem Online-Portal wie Stellenbörsen oder auch sozialen Business-Netzwerken hinterlegter Lebenslauf per Mobilgerät zum Erstkontakt an Unternehmen versandt werden kann.

## Bewerbermanagementsysteme
Ein Bewerbermanagementsystem, englisch Applicant Tracking System (ATS), ist eine datenbankgestützte Anwendung zur Erfassung und Verwaltung von Bewerberinformationen.
Mittels eines Bewerbermanagements auf elektronischem Wege ist eine wesentlich schnellere und komfortablere Bearbeitung der Bewerbungen möglich. Damit können beispielsweise Papier-Bewerbungen durch Einscannen erfasst werden, die in Form von traditionellen Bewerbungsmappen beim Unternehmen eintreffen. Ein E-Recruiting-System bildet idealerweise den gesamten Recruiting-Workflow ab. Dieser umfasst die Stellenausschreibung und die gesamte Kommunikation zwischen Unternehmen und Bewerber bis zum Abschluss des Personalbeschaffungsprozesses.
Seit Ende der Neunziger Jahre wuchs innerhalb Deutschlands die Anzahl der Großunternehmen, die Bewerbermanagementsysteme nutzen, stetig an.
Zwischen 2002 und 2010 sank die Zahl der Großunternehmen, die kein Bewerbermanagementsystem nutzen von 41 % auf 26,5 %.
Eine Umfrage unter den 1.000 größten Unternehmen Deutschlands ergab 2012, dass aktuell 60,3 % der befragten Unternehmen ein Bewerbermanagementsystem zur Unterstützung der Personalbeschaffung nutzen und weitere 13,2 % planen, dies in Zukunft zu tun.
Zur Verwaltung von Bewerbern werden sehr viele unterschiedliche Verfahrensweisen verwendet. Eigenentwicklungen führen mit etwas mehr als 20 % die Rangliste vor persönlichen Datenbanken und Tabellenkalkulationsprogrammen mit ca. 15 % und der ersten Standardsoftware SAP eRecruiting mit ca. 14 % an. Sonstige Lösungen folgen mit ca. 9 % vor Taleo mit 8 % und Peoplesoft mit 7 %. Immerhin 5 % der Unternehmen benutzen keine Softwarelösung.
Der gesamte elektronische Personalzyklus (E-HR-Zyklus) beginnt an der elektronischen Schnittstelle eines Unternehmens zu den potentiellen Mitarbeitern – der Unternehmenskarriere-Website oder einer Stellenausschreibung in einem Online-Jobportal. Diese Wege werden durch das Schalten von Anzeigen in Websites ergänzt die entweder themenbezogen sind oder einen entsprechenden Traffic aufweisen. Das kann eine Anzeige für IT-Spezialisten in der Online-Ausgabe einer Fachzeitschrift sein oder ein Fachartikel wird als Rahmen für eine Anzeige genutzt. So werden auch latent suchende Bewerber erreicht während die Online-Stellenmärkte lediglich aktiv Suchende ansprechen. In beiden Fällen ist es das Ziel personenbezogene Daten bei der Bewerbung von Kandidaten zu erfassen.